# سپاه‌های استانی سپاه پاسداران انقلاب اسلامی

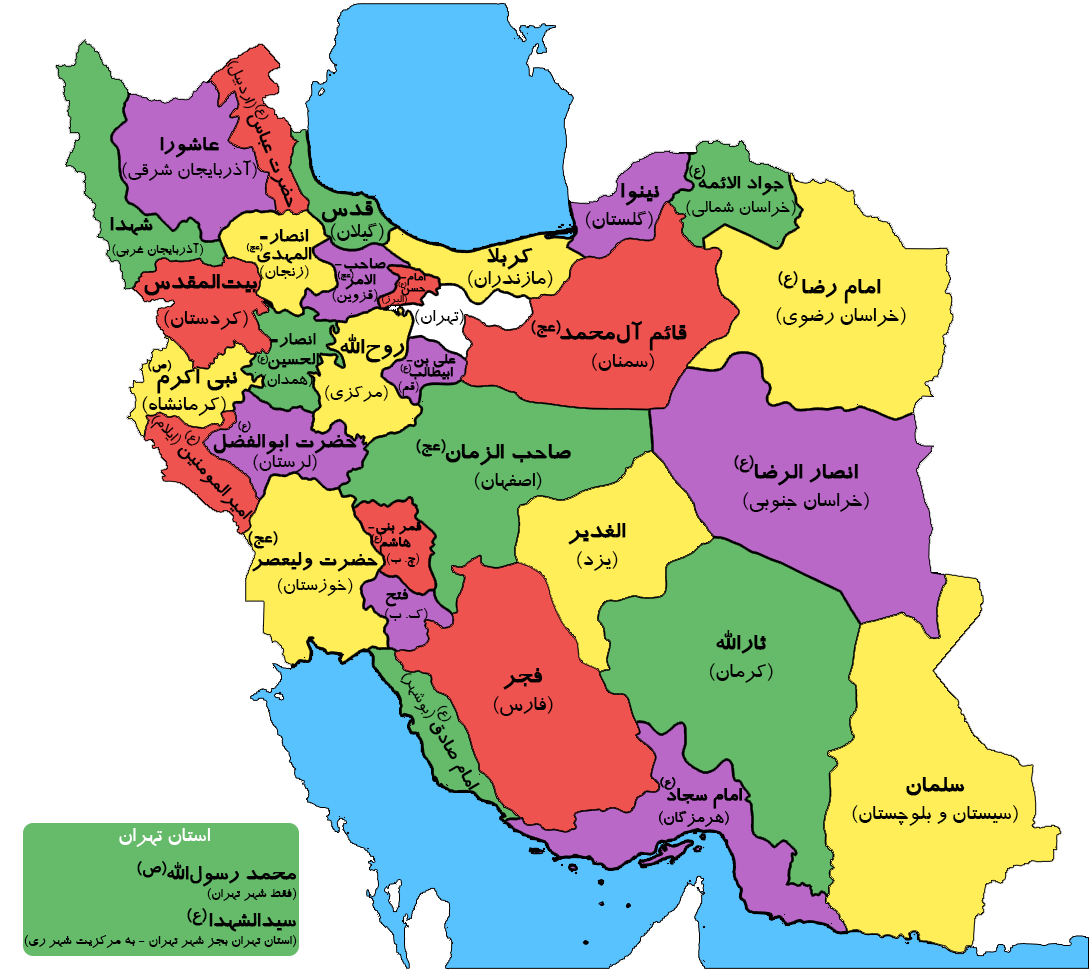
اسامی سپاه‌های استانی

سپاه‌های استانی سپاه پاسداران انقلاب اسلامی یگان‌های نظامی-امنیتی زیرمجموعه سپاه پاسداران انقلاب اسلامی و تحت امر فرماندهی کل سپاه پاسداران می‌باشند، که در سال ۱۳۸۷ از ادغام تیپ‌ها و لشکرهای نیروی زمینی سپاه پاسداران با مناطق مقاومت بسیج تأسیس شدند.
در حال حاضر ۳۲ سپاه استانی در مجموعه سپاه پاسداران فعالیت می‌کنند، که سهم هر استان یک سپاه است و استان تهران دارای ۲ سپاه می‌باشد. در زیرمجموعه سپاه‌های استانی، گردان‌های واکنش سریع بیت‌المقدس (مردان) و کوثر (زنان) به‌عنوان نیروهای رزمی و نیز گردان‌های عاشورا (مردان) و الزهرا (زنان) به‌عنوان نیروهای پشتیبان فعالیت می‌کنند، همچنین گردان‌های امنیتی امام علی با هدف مقابله با شورش‌های شهری و ناآرامی‌های اجتماعی و گردان‌های امام حسین با هدف مقابله با تهدیدات نظامی و امنیتی فعال می‌باشند. فرمانده هر سپاه استانی توسط فرمانده کل سپاه منصوب می‌شود.

## سپاه‌های استانی
1. سپاه محمد رسول‌الله تهران بزرگ
2. سپاه صاحب‌الزمان اصفهان
3. سپاه ولی عصر خوزستان
4. سپاه امام رضا خراسان رضوی
5. سپاه فجر فارس
6. سپاه بیت‌المقدس کردستان
7. سپاه سلمان سیستان و بلوچستان
8. سپاه نبی اکرم کرمانشاه
9. سپاه عاشورا آذربایجان شرقی
10. سپاه شهدا آذربایجان غربی
11. سپاه ثارالله کرمان
12. سپاه کربلا مازندران
13. سپاه قدس گیلان
14. سپاه امام حسن البرز
15. سپاه سیدالشهدا استان تهران
16. سپاه علی بن ابی‌طالب قم
17. سپاه قائم آل محمد سمنان
18. سپاه انصارالمهدی زنجان
19. سپاه نینوا گلستان
20. سپاه امام صادق بوشهر
21. سپاه صاحب‌الامر قزوین
22. سپاه حضرت عباس اردبیل
23. سپاه امیرالمؤمنین ایلام
24. سپاه قمر بنی‌هاشم چهارمحال و بختیاری
25. سپاه فتح کهگیلویه و بویراحمد
26. سپاه ابوالفضل لرستان
27. سپاه انصارالرضا خراسان جنوبی
28. سپاه جوادالائمه خراسان شمالی
29. سپاه امام سجاد هرمزگان
30. سپاه انصارالحسین همدان
31. سپاه الغدیر یزد
32. سپاه روح‌الله مرکزی[۴]